# 레온 에롤

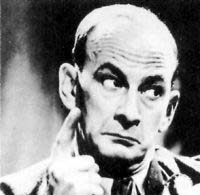

레온 에롤(Leon Errol, 1881년 7월 3일 ~ 1951년 10월 12일)은 오스트레일리아의 희극 배우이다.
시드니에서 태어났으며 할리우드에서 사망하였다. 사인은 심근 경색이다. 포리스트 론 메모리얼 파크에 매장되었다.

## 영화
- 메이크 마인 래프 (1949년)
- 하이어 앤 하이어 (1943년)
- 위아 낫 드레싱 (1934년)
- 캡틴 헤이트 더 씨 (1934년)
- 허 매제스티, 러브 (1931년)
- 파라마운트 온 퍼레이드 (1930년)